# Park Narodowy Gros Morne
Park Narodowy Gros Morne (ang. Gros Morne National Park, fr. Parc national du Gros-Morne) – park narodowy położony na zachodnim brzegu wyspy Nowa Fundlandia w prowincji Nowa Fundlandia i Labrador w Kanadzie. Park został utworzony w 1973 na powierzchni 1805 km².
Nazwa parku pochodzi od drugiego co do wysokości szczytu Nowej Fundlandii – Gros Morne (807 m n.p.m.). Szczyt Gros Morne leży w paśmie Long Range Mountains – zewnętrznym paśmie Appalachów.
W 1987 Park Narodowy Gros Morne został wpisany na listę światowego dziedzictwa UNESCO.

## Fauna
Na terenie Parku Narodowego Gros Morne występuje wiele dzikich gatunków, wśród których można wymienić: rysia kanadyjskiego, baribala, renifera tundrowego, zająca polarnego, łosia. W wodach przybrzeżnych występują walenie oraz kamieniuszki.